# Saulius Ambrulevičius
Saulius Ambrulevičius (Kaunas, 10 de junio de 1992) es un deportista lituano que compite en patinaje artístico, en la modalidad de danza sobre hielo. Ganó una medalla de bronce en el Campeonato Europeo de Patinaje Artístico sobre Hielo de 2024.

## Palmarés internacional
| Campeonato Europeo | Campeonato Europeo | Campeonato Europeo | Campeonato Europeo |
| Año                | Lugar              | Medalla            | Categoría          |
| ------------------ | ------------------ | ------------------ | ------------------ |
| 2024               | Kaunas (Lituania)  | Medalla de bronce  | Danza sobre hielo  |